# بیمونت (خودرو)

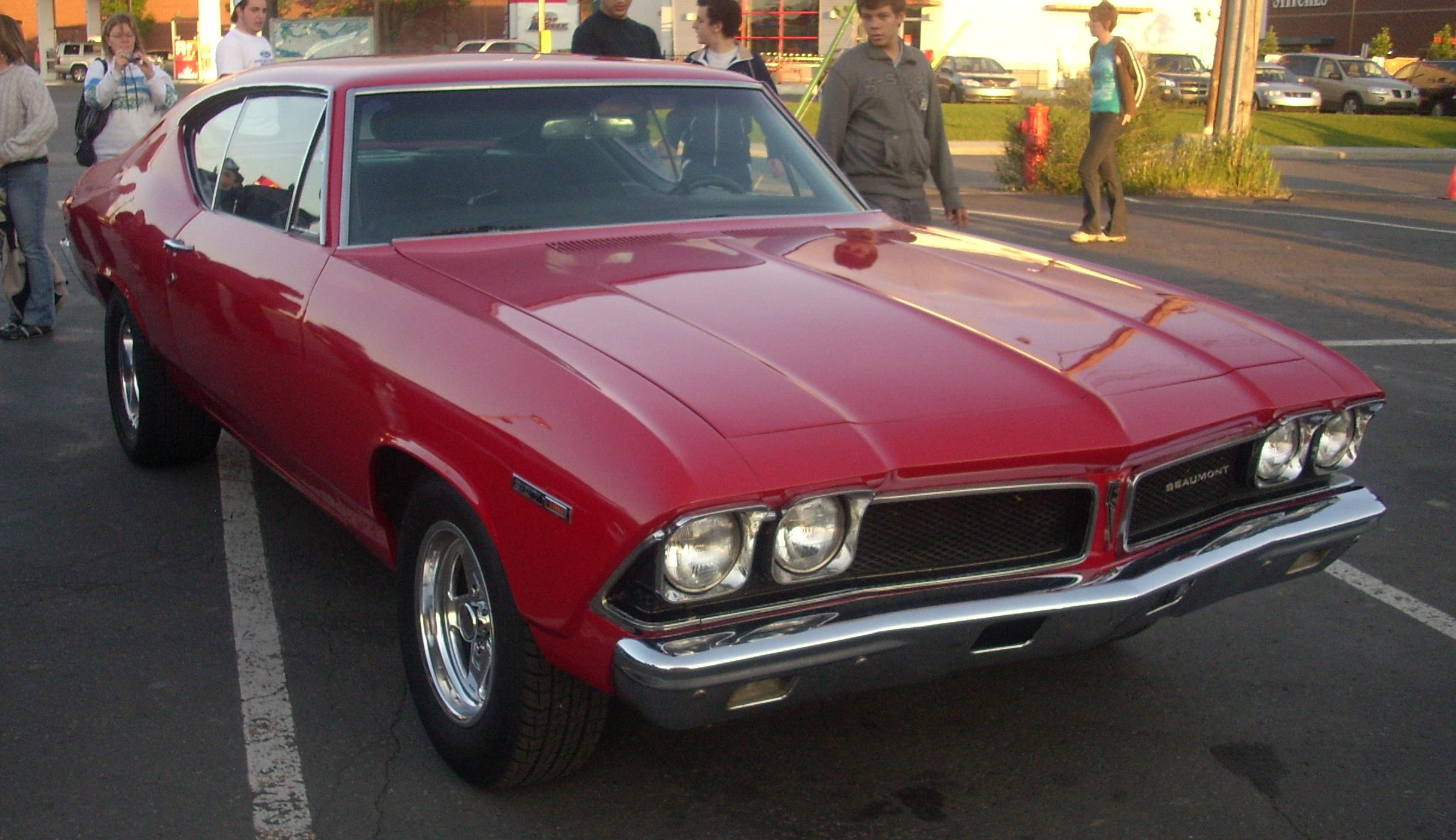

بیمونت (خودرو) (Beaumont (automobile)) خودرویی است که در سال‌های ۱۹۶۶ تا ۱۹۶۹در اوشاوا، کانادا و شیلی و کانادا تولید شده‌است.
طراحی آن خودروهای موتور جلو-محور عقب بوده است. سیستم جعبه‌دندهٔ آن ۴ دنده به دو صورت خودکار و دستی است.

## نگارخانه

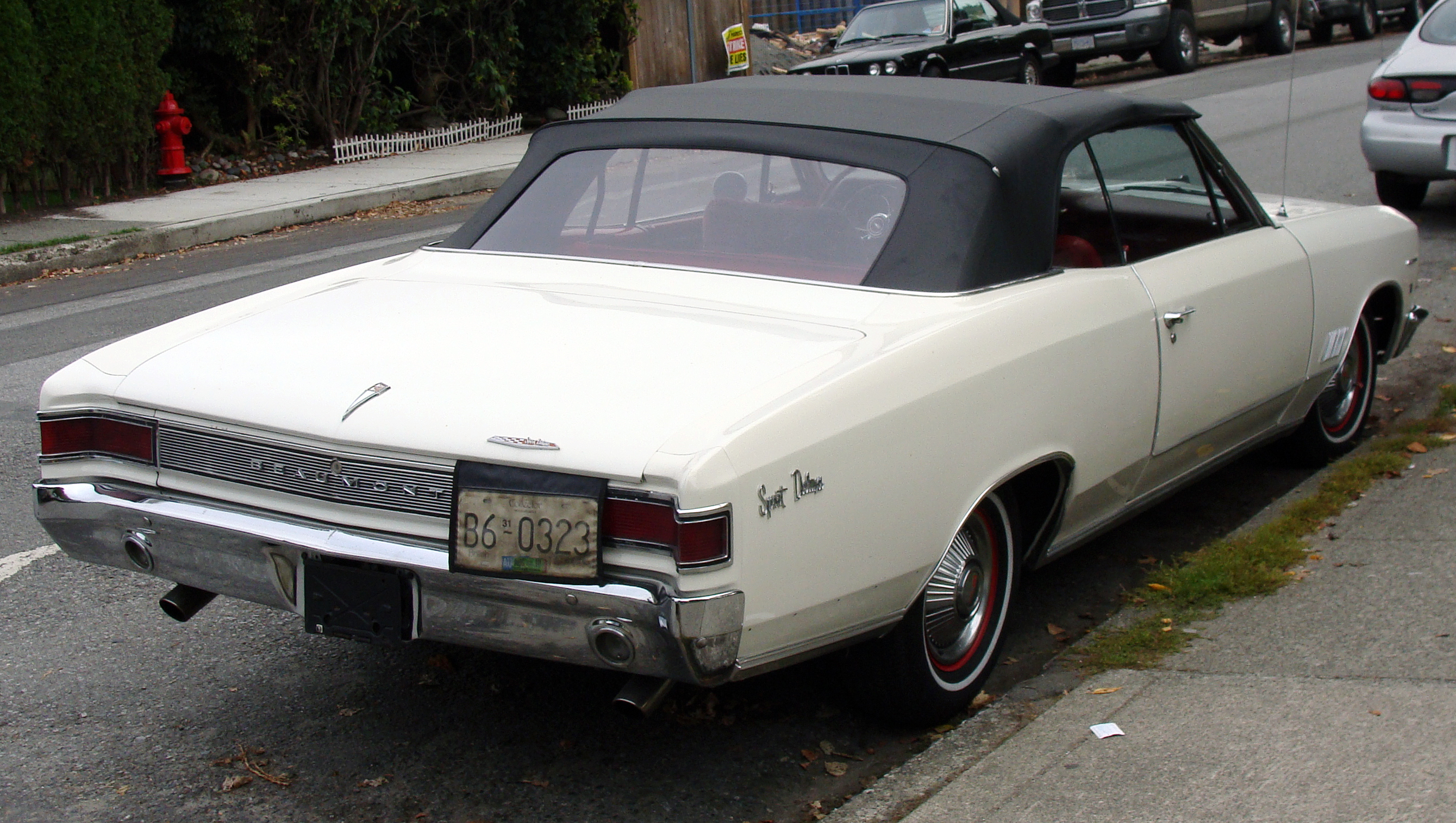
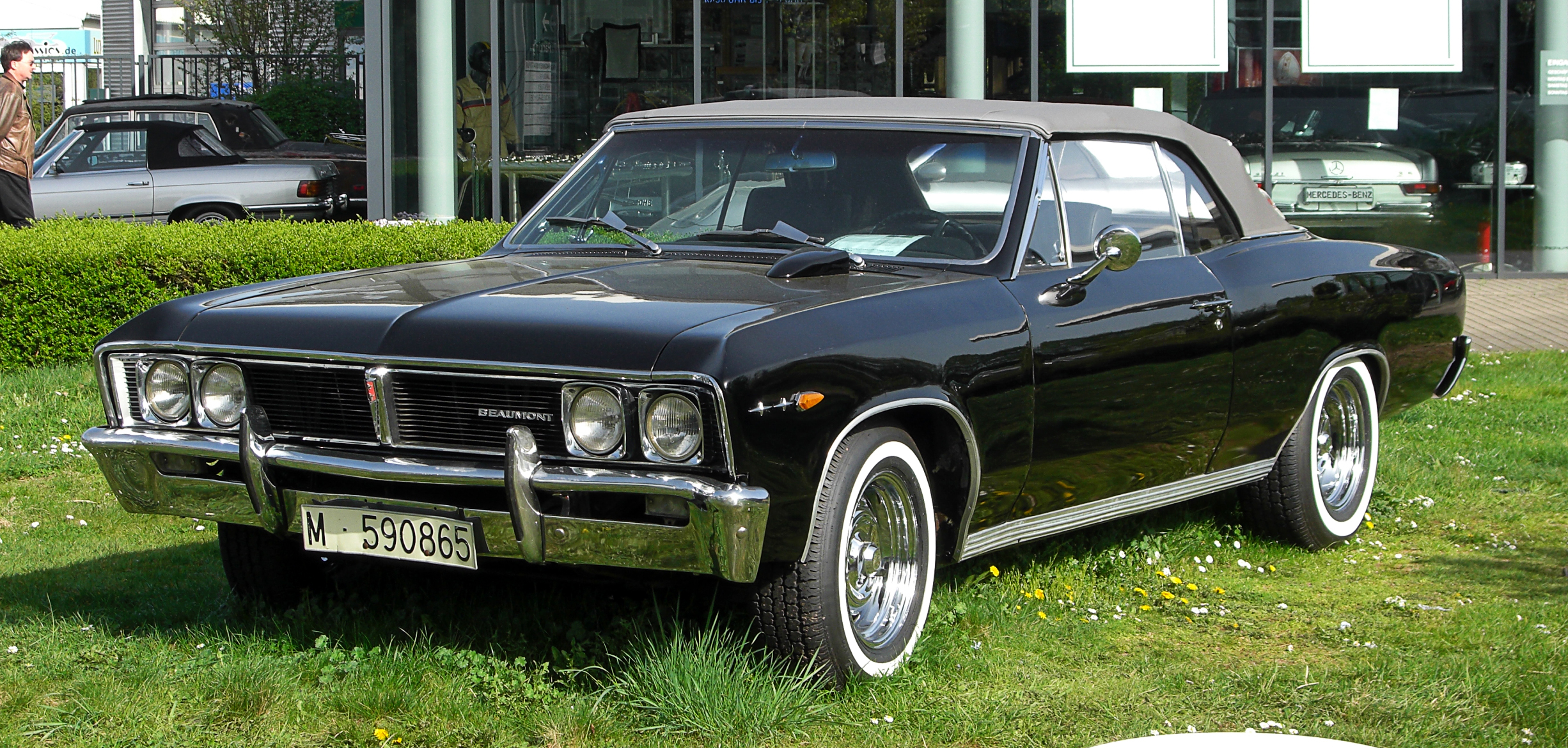
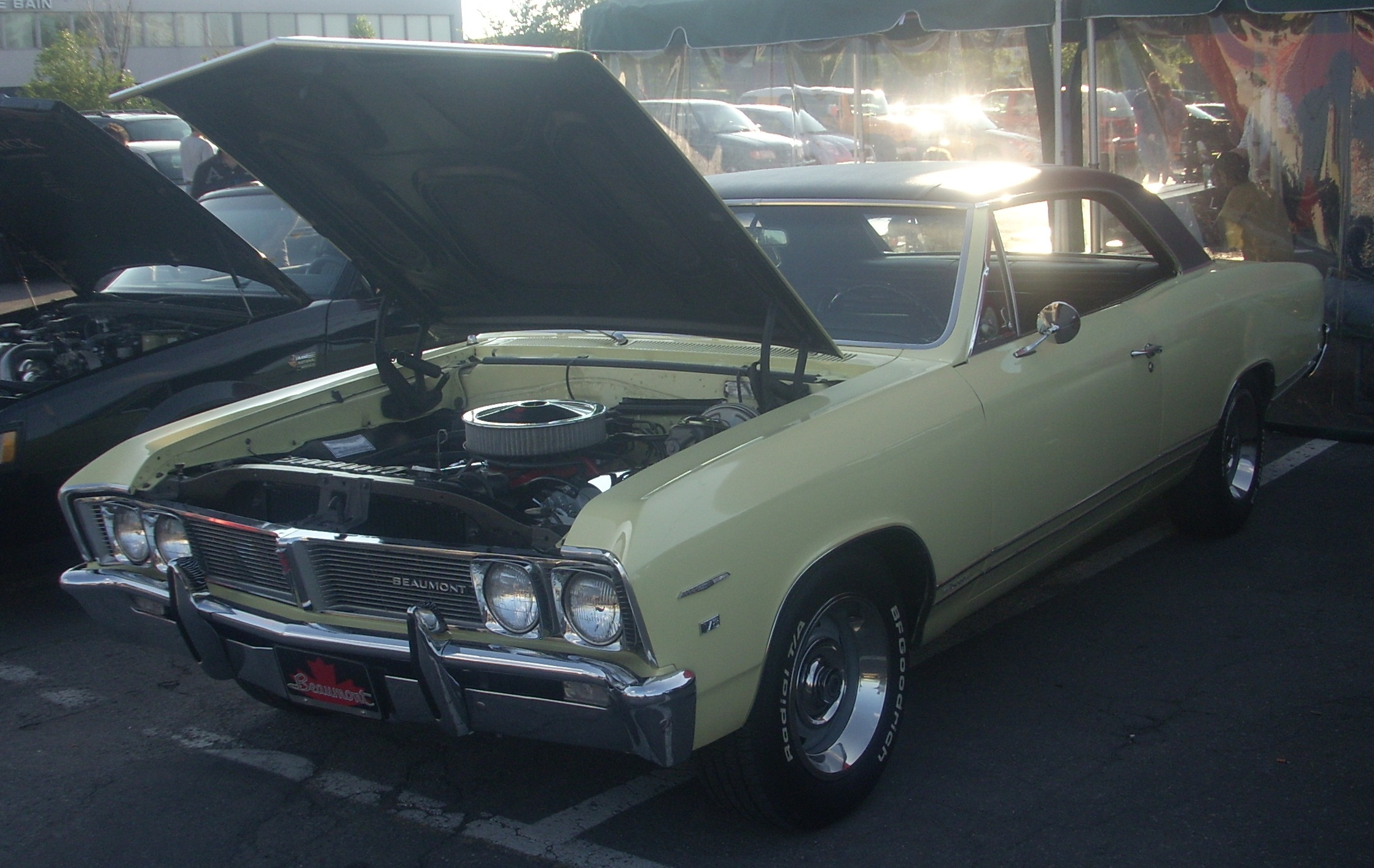
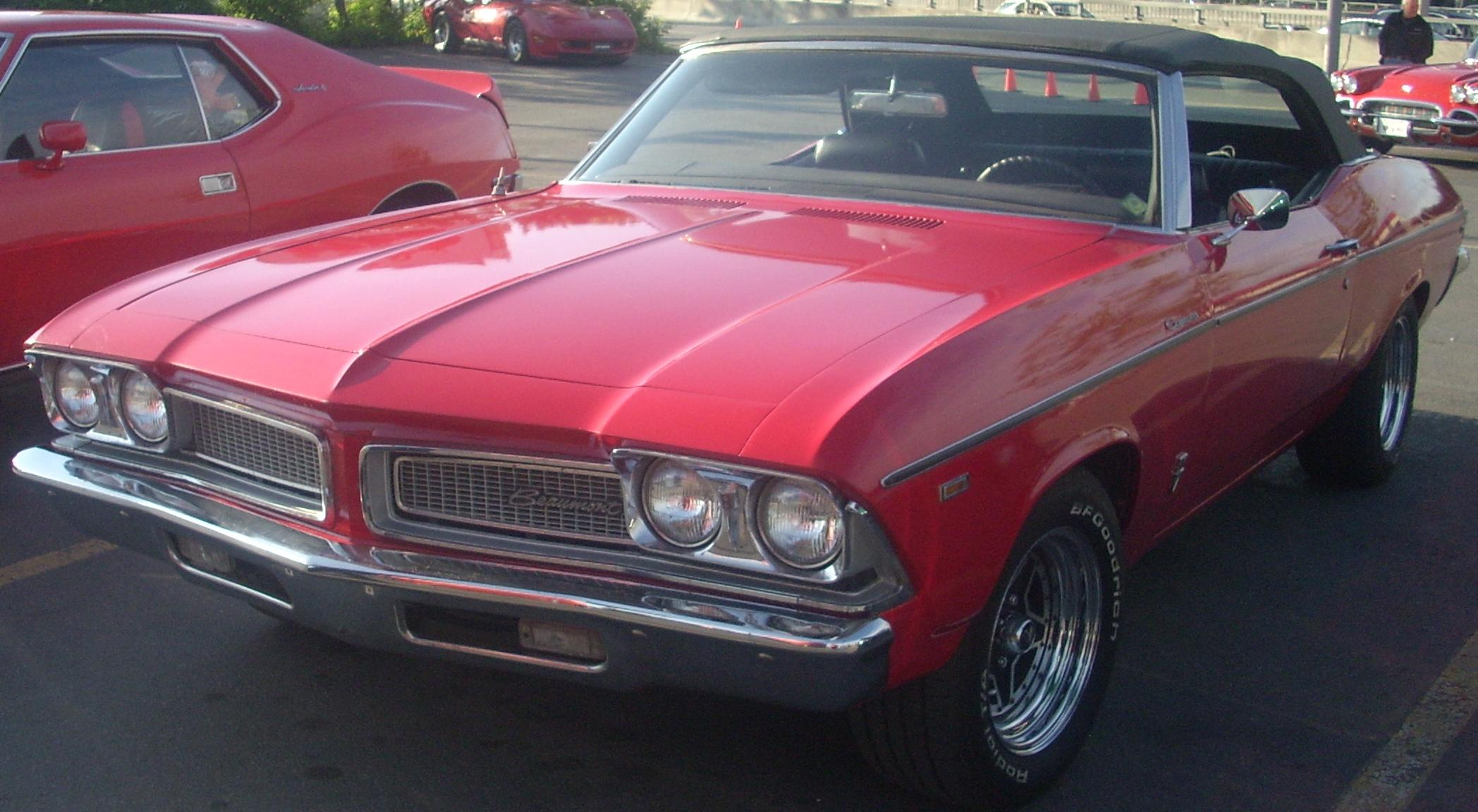
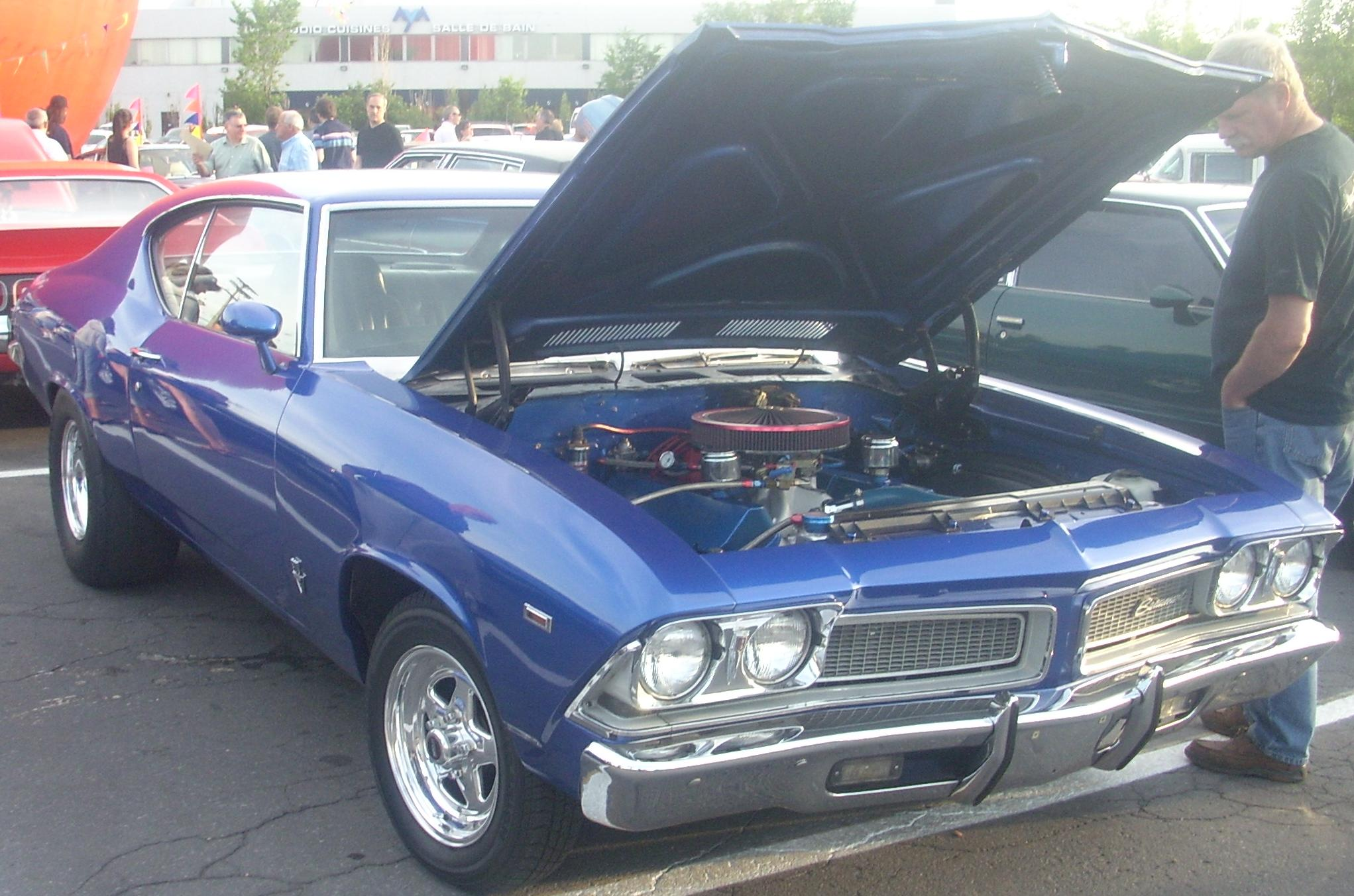